# Загорич
Загорич је једно од просторно и популационо највећих насеља Подгорице. Простире се од на сјеверу од Везировог моста и брда Горице (по којем је и добило име: поље за Горицом- Загорич) а који га уједно одвајају и од центра града. Западну и сјеверну границу насеља представља ријека Морача с чије десне стране прије ушћа Зете лежи античка Дукља. Источну границу представља пруга Београд-Бар која ово насеље одваја од насеља Маслина и Златице.

## Историја
Сјеверно од Горице, по којој је и Подгорица добила име, је пространа равница Загорич. Павле Ровински ту наводи остатке великог насеља још из римског времена. Тада (доба Ровинског) се још, са великом муком, могло одредити гдје су били темељи кућа, па се чак назирала и једна улица. На простору који су некада представљали Загоричко (ближе Горици) и Пиперско поље (уз Морачу) по ослобођењу у Вељем рату 1876-1878 формирају се прва села. 1883. испод брда Горица настаје село Загорич од новонасељеног становништва из Братоножића док се у Пиперском пољу насељавају становници из пиперског села Рогама, правећи два засеока- Лијешти на сјеверу и Гостиње на западу. Књаз Никола је у највећем броју случајева поклањао имања овим новонасељеницима за заслуге у протеклом рату, он је и означио и границе између ових села које се данас осликавају у главној улици данашњег насеља. У периоду између два свјетска рата сва ова насеља броје четрдесетак домова са око 200 становника. Насеље по завршетку Другог свјетског рата добија само једно административно име - Загорич, убрзано се шири, и просторно и популационо, полако губећи свој првобитно рурални лик, преко рурбана до данас урбанистички ријешеног насеља. Од 1971. ово насеље и званично постаје дио самог града. Према последњем попису, Загорич броји око 16 000 становника.

## Знаменитости
Загорич познат по водозахвату са бунарима који уз водоизвориште Мареза представљају главни ресурс снабдијевања града пијаћом водом. У насељу се налази и друго по величини гробље у Подгорици. Такође у насељу се налази и амбасада Руске Федерације

## Етничка структура
Срби представљају доминантну већину у овом насељу . Црногорци иако су заступљени у приличном броју су мањина у овом насељу. Муслимани-Бошњаци су заступљени у веома малом проценту (свега двадесетак домаћинстава).
Међу становништвом доминирају вјерници Српске православне цркве (око 90% становништва).